# Mike Carroll
Mike Carroll (1975) is een professionele skateboarder. Zijn eerste sponsor was H-Street. Later begon hij zijn eigen bedrijf, namelijk Plan B Skateboards. Later stopte hij hiermee en ging samen met zijn Plan B teamgenoot Rick Howard een nieuw bedrijf starten, dit werd Girl Skateboards. 
Lange tijd was Vans nog de schoensponsor van Mike, maar toen hij een contract aangeboden kreeg van DC Shoes was zijn beslissing snel gemaakt, hij stapte over. Kort hierna kreeg hij zijn eigen pro model: de Cosmo. 
Weer een tijdje daarna verliet hij DC om zijn eigen schoenmerk te beginnen: Lakai Shoes. Ook weer samen met Rick Howard.

## Prijzen
In 1994 is Mike verkozen tot Skater Of The Year door Thrasher Magazine.

## Huidige Sponsoren
- Girl Skateboards
- Lakai Footwear
- Royal Trucks
- Fillmore Wheels
- Diamond Hardware
- Royal Trucks
- Fourstar Clothing